# Iso-Lauas
Iso-Lauas eller Isolauas är en sjö i Finland. Den ligger i kommunen Kuopio i landskapet Norra Savolax, i den centrala delen av landet, 300 km norr om huvudstaden Helsingfors. Iso-Lauas ligger 127,8 meter över havet. Den är 31 meter djup. Arean är 6,11 kvadratkilometer och strandlinjen är 29,82 kilometer lång. Sjön  ingår i Kymmene älvs huvudavrinningsområde.   I omgivningarna runt Iso-Lauas växer i huvudsak blandskog. Den sträcker sig 6,5 kilometer i nord-sydlig riktning, och 4,7 kilometer i öst-västlig riktning.
I övrigt finns följande i Iso-Lauas:
- Liinasaari (en ö)
- Vuohisaari (en ö)
- Raposaari (en ö)
- Salonsaari (en ö)
- Kumpusaari (en ö)